# جناة أبو جدحة
جناة أبو جدحة أو كما تعرف محليّاً جركس قرية سوريّة تتبع إداريّاً لمحافظة حلب منطقة منبج ناحية أبو كهف، بلغ تعداد سكانها 1,457 نسمة حسب التعداد السكاني لعام 2004.